# Antoniuskapelle (Hochmössingen)

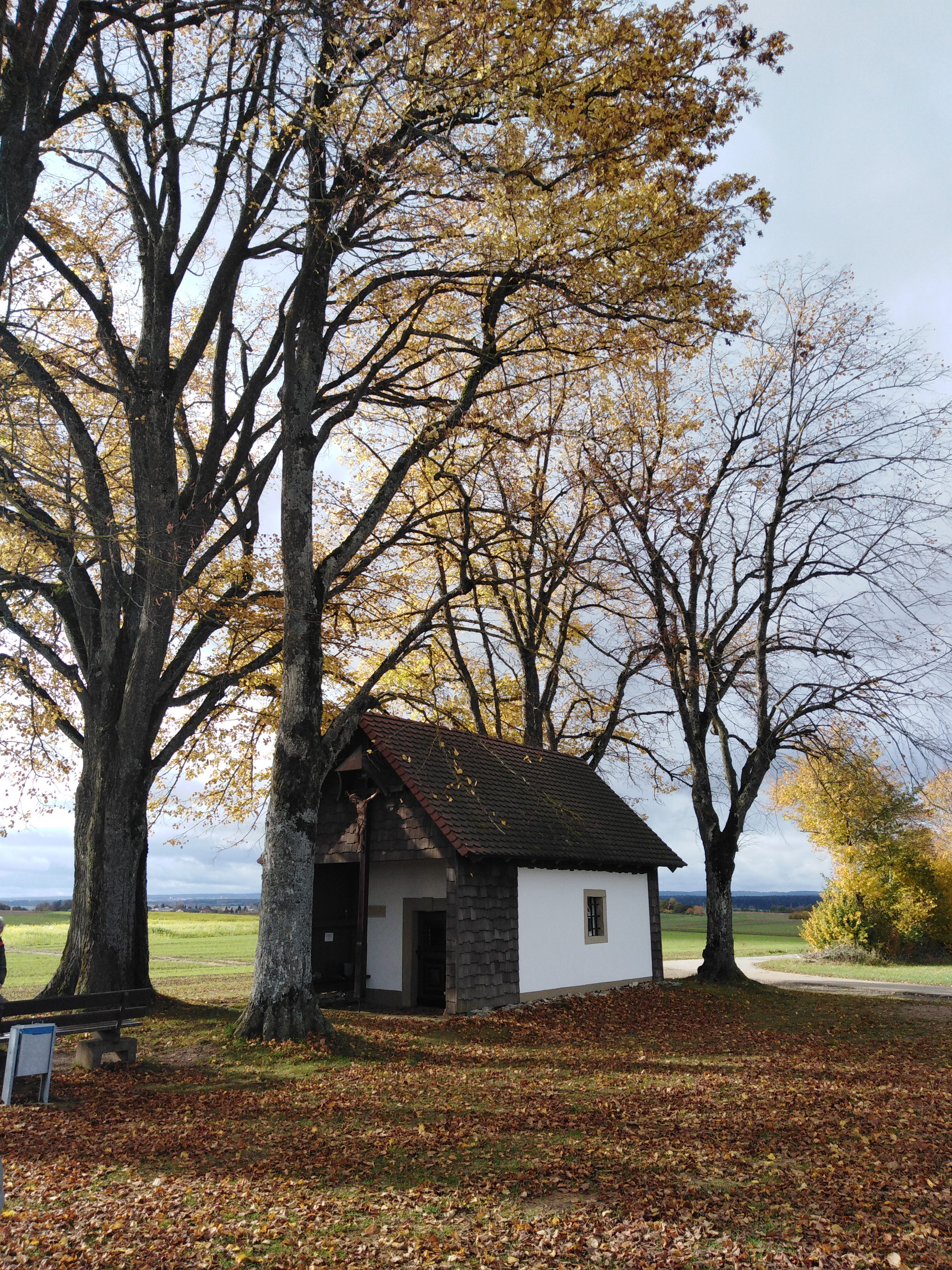
Antoniuskapelle

Die Antoniuskapelle ist eine Wallfahrtsstätte zu Ehren des heiligen Antonius von Padua. Sie steht im sogenannten Hochfeld, auf halbem Weg zwischen den Dörfern Fluorn (Gemeinde Fluorn-Winzeln) und Hochmössingen (Stadt Oberndorf am Neckar) im Landkreis Rottweil.
Die Kapelle wurde 1517 gestiftet, 1821, 1939 und 1996/1997 renoviert. 1939 wurde sie von Pater Tutilo Gröner OSB aus der Abtei Beuron ausgemalt. Sie steht inmitten einer Gruppe unter Naturschutz stehender Linden, den Sechs Antoniuslinden.

## Geschichte
Die Kapelle wurde 1517 vermutlich von einer Bäuerin aus Fluorn gestiftet, die nach Hochmössingen einheiratete. Eine Sage hingegen berichtet von zwei adligen Damen, deren Rinder entlaufen waren und die versprochen hätten, an dem Ort, wo sie die Tiere wiederfänden, eine Kapelle errichten zu lassen. In Hochmössingen wird der heilige Antonius im Volksmund „Schlamperdone“ genannt, weil er als Patron der Hilfesuchenden bei verlorenen Sachen gilt. Bis heute ist die Kapelle immer wieder eine Station oder Ziel von Prozessionen der Pfarrgemeinde Hochmössingen.

## Architektur
Die Kapelle hat einen rechteckigen Grundriss (23 m2) in Ost-West-Ausrichtung und ein Ziegeldach. Direkt vor einer kleinen Vorhalle steht ein schlichtes großes Kruzifix. Von der Vorhalle im Osten führt eine Tür in den tonnengewölbten Innenraum mit einem kleinen Altar an der Stirnwand und nördlich eingelassenem Fenster. An der Außenwand links vom Eingang ist ein Quaderstein mit der Zahl 1517 – dem Jahr der Erbauung – eingelassen, über dem Eingang ein Stein mit dem Jahr der Renovierung 1821.
Früher hatte die Kapelle ein Glockentürmchen; das Loch in der Decke für das Glockenseil ist noch sichtbar. Die Glocke wurde zwischen den beiden Weltkriegen auf den Turm der  Agathakapelle gebracht, da die dortige Glocke 1917 für die Kriegsrüstung abgeliefert werden musste. Das Glockentürmchen wurde bei der Dachrenovierung entfernt.

## Ausstattung
Hinter dem Altar steht eine Statue des heiligen Antonius, dargestellt im Habit der Franziskaner mit dem Jesuskind (gestiftet von Christine Maurer, Kronenwirtin, 1927). Vor dem Altar steht ein Betschemel für die persönliche Andacht, weitere Kirchenbänke sind nicht vorhanden. 
Die Kapelle ist umlaufend von Pater Tutilo Gröner mit Bildszenen ausgemalt: Links beginnend ist zunächst die Sage von der Stiftung der Kapelle dargestellt. Es folgt die Bekehrung der Räuber durch Antonius, die Darstellung der Fischpredigt, Hilfesuchende, eine Wunderheilung, wo Antonius als Heilender wie Jesus Christus selbst typisiert wird (Lk 6,19 ), sowie ein Leichenzug mit dem Heiligen; an der Decke die Abbildung der Maria im Sternenkranz nach Offb 12,1 . An der rückwärtigen Wand hat Gröner links neben dem Ausgang ein Marienmonogramm und darunter als Akronym in Form einer Benediktsmedaille den Benediktussegen gestaltet.
Wegen der räumlichen Enge ist die Kapelle ein Ort für die Meditation einzelner Beter und nicht für gemeindliche Gottesdienste. Größere Gottesdienste finden im Freien an der Kapelle statt.